# Raze
Raze ist eine Gemeinde im französischen Département Haute-Saône in der Region Bourgogne-Franche-Comté.

## Geographie
Raze liegt auf einer Höhe von 224 m über dem Meeresspiegel, neun Kilometer südsüdöstlich von Scey-sur-Saône-et-Saint-Albin und etwa zwölf Kilometer westsüdwestlich von Vesoul (Luftlinie). Das Haufendorf erstreckt sich im zentralen Teil des Departements, in der Talmulde des Ruisseau de Vy-le-Ferroux südlich des Saônetals. 
Die Fläche des 10,02 km² großen Gemeindegebiets umfasst einen Abschnitt im Bereich des oberen Saônebeckens. Von Osten nach Westen wird das Gebiet von der Talmulde des Ruisseau de Vy-le-Ferroux durchquert, der für die Entwässerung zur Saône sorgt. Westlich des Dorfes wurden mehrere Weiher angelegt, und der flache Talboden weist an verschiedenen Orten moorige Flächen auf. Flankiert wird das Tal auf beiden Seiten von einem Plateau, das durchschnittlich auf 240 m liegt. Diese Hochfläche besteht aus sandig-mergeligen Sedimenten des Tertiärs. Die fruchtbaren Böden werden überwiegend landwirtschaftlich genutzt. An der Gemeindegrenze befinden sich größere Waldflächen: im Norden der Grand Bois, im Osten der Bois du Chânois, in dem mit 260 m die höchste Erhebung von Raze erreicht wird, und im Süden der Bois de la Baronne.
Nachbargemeinden von Raze sind Traves und Aroz im Norden, Clans und Baignes im Osten, Rosey und Neuvelle-lès-la-Charité im Süden sowie Noidans-le-Ferroux und Vy-le-Ferroux im Westen.

## Geschichte
Erstmals urkundlich erwähnt wird Raze im 12. Jahrhundert. Im Mittelalter gehörte das Dorf zur Freigrafschaft Burgund und darin zum Gebiet des Bailliage d’Amont. Die lokale Herrschaft über das Dorf hatten der Kommandeur von Sales-Montseugny, das Kloster La Charité und ein weltlicher Herr inne. Zusammen mit der Franche-Comté gelangte Raze mit dem Frieden von Nimwegen 1678 definitiv an Frankreich. In der Nähe des Dorfes wurde lange Zeit Eisenerz abgebaut. Heute ist Raze Mitglied des 22 Ortschaften umfassenden Gemeindeverbandes Communauté de communes des Combes.

## Bevölkerung
| Jahr                       | 1962 | 1968 | 1975 | 1982 | 1990 | 1999 | 2011 | 2018 |
| Einwohner                  | 264  | 242  | 232  | 320  | 351  | 354  | 340  | 355  |
| Quellen: Cassini und INSEE |      |      |      |      |      |      |      |      |

Mit 318 Einwohnern (2006) gehört Raze zu den kleinen Gemeinden des Départements Haute-Saône. Nachdem die Einwohnerzahl in der ersten Hälfte des 20. Jahrhunderts deutlich abgenommen hatte (1881 wurden noch 405 Personen gezählt), wurde besonders während der 1980er Jahre wieder ein Bevölkerungswachstum verzeichnet. Seit 1999 ist jedoch wieder ein rückläufiger Trend zu beobachten.

## Sehenswürdigkeiten
Die Kirche Saint-Christophe wurde 1785 eingeweiht. Sie besitzt Statuen des heiligen Christophorus (16. Jahrhundert), der heiligen Anna und der Maria (beide 17. Jahrhundert). Eine weitere Christophorusstatue aus dem 16. Jahrhundert befindet sich im Pfarrhaus. Die ehemalige Kirche von 1683 wurde zu einem Wohngebäude umgebaut. Der Ortskern ist geprägt durch verschiedene Häuser aus dem 16. und 17. Jahrhundert, die den traditionellen Stil der Haute-Saône zeigen. Zu den weiteren Sehenswürdigkeiten zählen das Château des Roux aus dem 18. Jahrhundert, das Taubenhaus des ehemaligen Schlosses und das Fontaine-Lavoir von 1828, das einst als Brunnen, Waschhaus und Viehtränke diente.

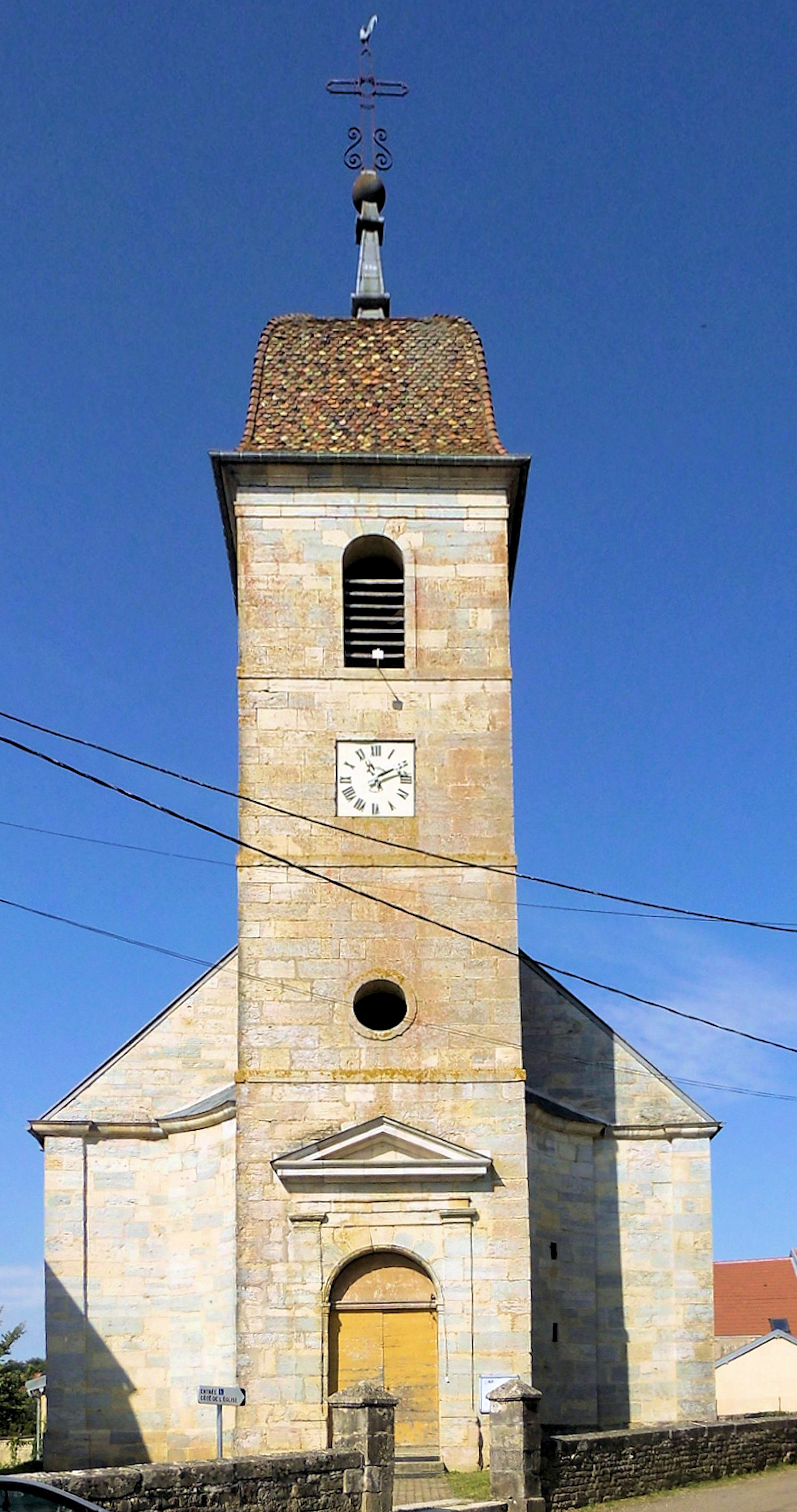
Kirche Saint-Christophe
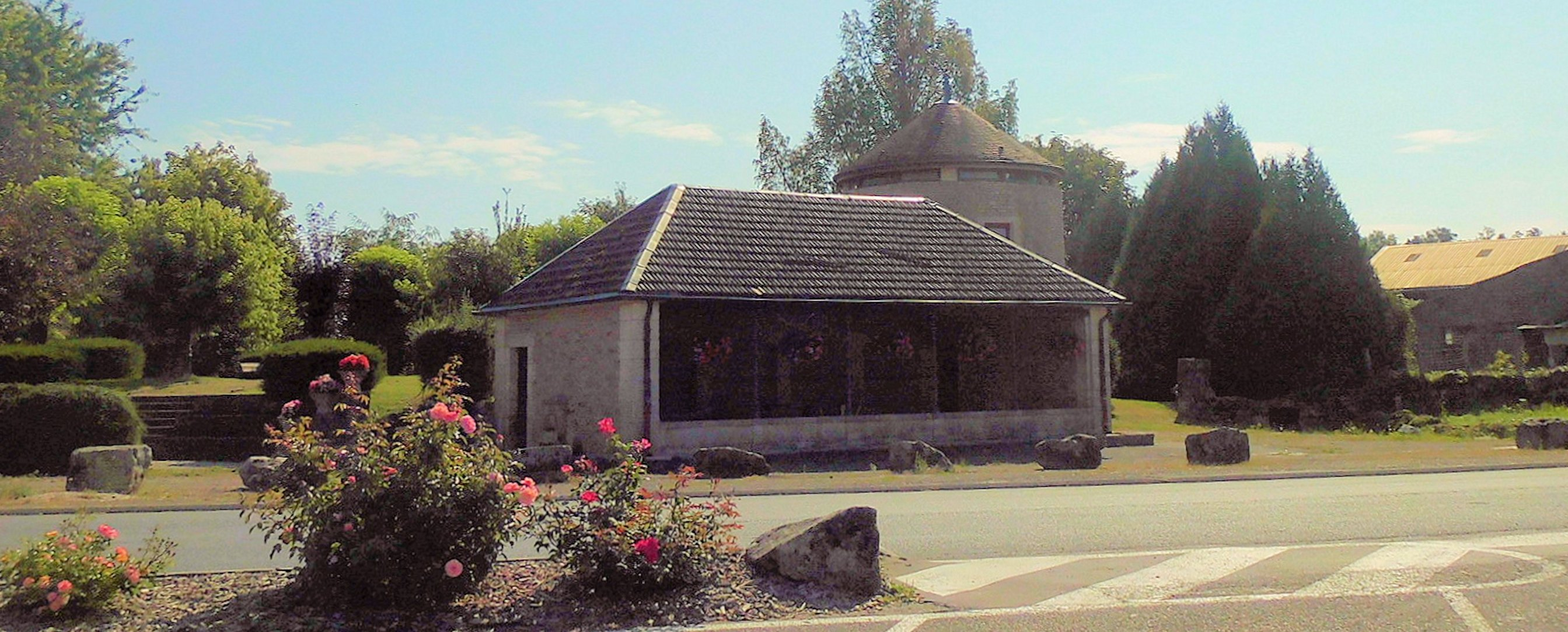
Ehemaliges Waschhaus
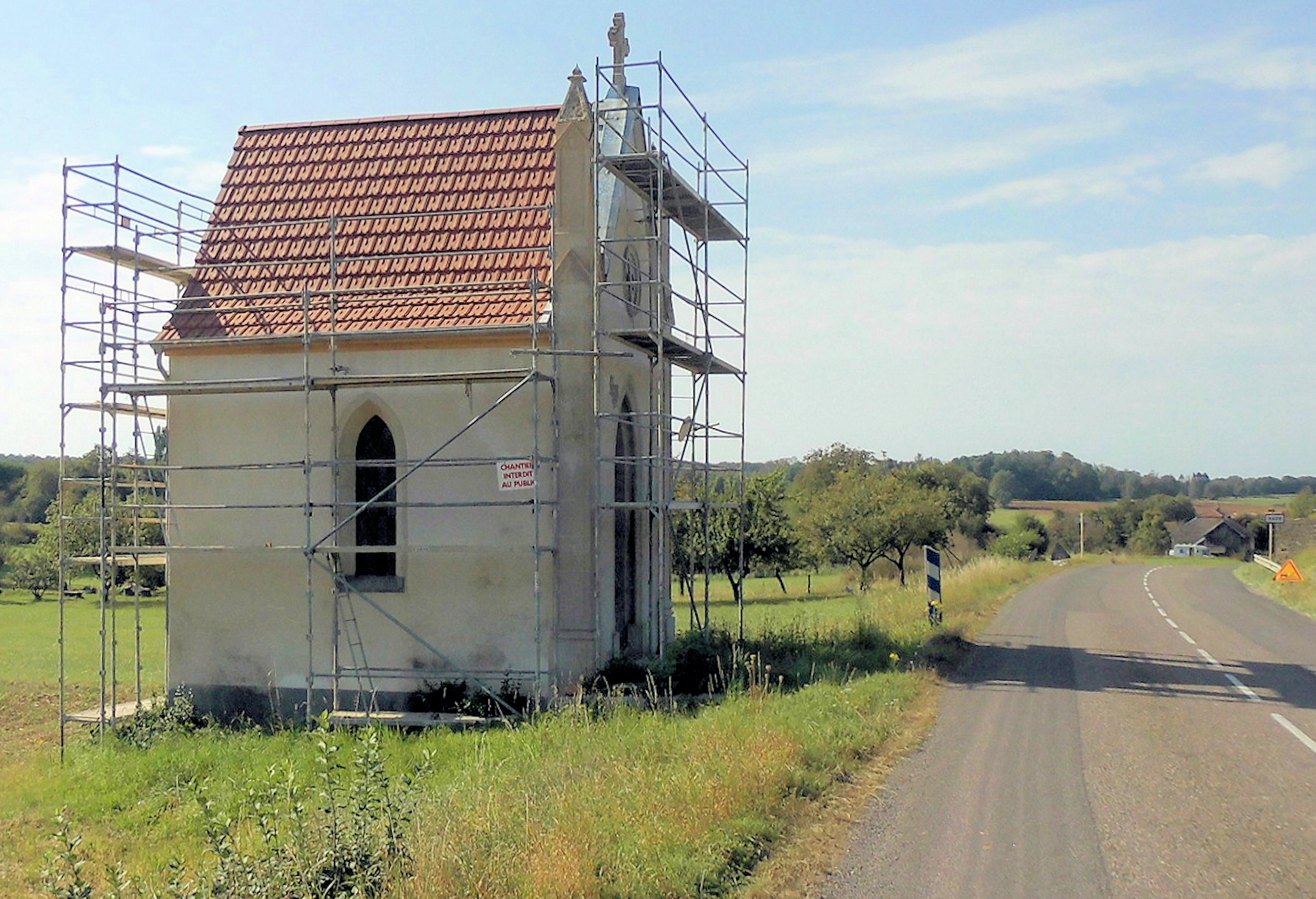
Kapelle Raze

## Wirtschaft und Infrastruktur
Raze war bis weit ins 20. Jahrhundert hinein ein vorwiegend durch die Landwirtschaft (Ackerbau, Obstbau und Viehzucht) geprägtes Dorf. Heute gibt es einige Betriebe des lokalen Kleingewerbes. In den letzten Jahrzehnten hat sich das Dorf zu einer Wohngemeinde gewandelt. Viele Erwerbstätige sind deshalb Wegpendler, die in der Agglomeration Vesoul ihrer Arbeit nachgehen.
Die Ortschaft liegt abseits der größeren Durchgangsachsen an einer Departementsstraße, die von Vesoul nach Fresne-Saint-Mamès führt. Weitere Straßenverbindungen bestehen mit Traves, Aroz und Rosey.